# Almançora (Gardaia)
Almançora (em árabe: منصورة, lit. 'Mansoura/Al Mansourah') é uma cidade e comuna localizada na província de Gardaia, Argélia. Segundo o censo de 2008, a população total da cidade era de 2 840 habitantes.